# Cadel Evans Great Ocean Road Race 2023 (vrouwen)
De zevende editie van de wielerwedstrijd Cadel Evans Great Ocean Road Race vond voor de vrouwen op 28 januari 2023 plaats. Start en finish waren in Geelong, Victoria, Australië.
De koers van dit jaar maakte deel uit van de UCI Women's World Tour kalender van 2023 en was 140,8 kilometer lang. De Duitse Liane Lippert won de vorige editie. Zij werd op de erelijst opgevolgd door de Nederlandse Loes Adegeest.

## Deelnemende ploegen
Zes van de vijftien UCI Women's World Tour-ploegen namen deel, aangevuld met vijf continentale teams en een nationaal team met elk zes rensters, uitgezonderd EF Education-TIBCO-SVB dat met viee rensters aan de start verscheen, wat het aantal deelneemsters op 70 bracht.
| UCI World Tour teams                                                                                       | Overige teams |
| --- | --- |
| EF Education-TIBCO-SVB FDJ-Suez Human Powered Health Israel Premier Tech Roland Jayco AlUla Trek-Segafredo | Ara-Skip Capital St Michel-Mavic-Auber 93 Team BridgeLane Team Coop - Hitec Products Team UniSA-Australia Zaaf Cycling Team |

## Uitslag
| Plaats  | Naam                    | Ploeg                       | tijd     |
| ------- | ----------------------- | --------------------------- | -------- |
| Winnaar | Loes Adegeest           | FDJ-Suez-Futuroscope        | 3u52'47" |
| 2       | Amanda Spratt           | Trek-Segafredo              | z.t.     |
| 3       | Nina Buysman            | Human Powered Health        | + 4"     |
| 4       | Josie Nelson            | Coop-Hitec Products         | z.t.     |
| 5       | Danielle de Francesco   | Zaaf Cycling Team           | z.t.     |
| 6       | Henrietta Christie      | Human Powered Health        | z.t.     |
| 7       | Ruby Roseman-Gannon     | Team Jayco AlUla            | z.t.     |
| 8       | Georgia Williams        | EF Education-TIBCO-SVB      | z.t.     |
| 9       | Kristabel Doebel-Hickok | EF Education-TIBCO-SVB      | z.t.     |
| 10      | Simone Boilard          | Saint Michel-Mavic-Auber 93 | z.t.     |

Mannen: 2015 · 2016 · 2017 · 2018 · 2019 · 2020 · 
2021-2022 · 2023 · 2024 · 2025
Vrouwen: 2015 · 2016 · 2017 · 2018 · 2019 · 2020 · 
2021-2022 · 2023 · 2024 · 2025
Tour Down Under ·
Cadel Evans Great Ocean Road Race ·
Ronde van de Verenigde Arabische Emiraten ·
Omloop Het Nieuwsblad ·
Strade Bianche ·
Ronde van Drenthe ·
Trofeo Alfredo Binda-Comune di Cittiglio ·
Brugge-De Panne ·
Gent-Wevelgem ·
Ronde van Vlaanderen ·
Parijs-Roubaix ·
Amstel Gold Race ·
Waalse Pijl ·
Luik-Bastenaken-Luik ·
La Vuelta España Femenina ·
Itzulia Women ·
Ronde van Burgos ·
RideLondon Classic ·
Ronde van Zwitserland ·
Giro Donne ·
Tour de France Femmes ·
Ronde van Scandinavië ·
GP de Plouay-Bretagne ·
Simac Ladies Tour ·
Ronde van Romandië ·
Ronde van Chongming ·
Ronde van Guangxi
Afgelaste wedstrijden: The Women's Tour ·
Postnord Vårgårda WestSweden